# 松岡将
松岡 将（まつおか しょう、1988年 - ）は、日本の財務官僚。

## 来歴
三重県伊勢市生まれ。四日市周辺地域の出身者。四日市高等学校、京都大学法学部卒業。京大法学部在学中に国家公務員一種試験（法律）に合格。2011年 財務省入省（主計局総務課）。同期に山内絢人がいる。予算編成を取りまとめる。2016年7月 名寄市参事監（企画担当）。2019年7月 文部科学省初等中等教育局初等中等教育企画課教育制度改革室長補佐。2021年7月 大臣官房文書課企画調整室課長補佐（企画調整）。

## 略歴
- 2011年4月：財務省入省（主計局総務課）[3]。
- 2012年：主計局主計企画官付（調整係）。
- 2013年7月：高松国税局調査査察部。
- 2014年7月：関税局総務課。
- 2016年7月：名寄市参事監（企画担当）。
- 2018年：関税局監視課長補佐 兼 関税局調査課長補佐。
- 2019年7月：文部科学省初等中等教育局初等中等教育企画課教育制度改革室長補佐。
- 2021年7月：大臣官房文書課企画調整室課長補佐（企画調整）[4]。